# トルコ海軍艦艇一覧
トルコ海軍艦艇一覧は、トルコ共和国海軍が過去保有した、または現在保有する、または将来保有する予定の、未完成・計画中止を含めた歴代艦艇一覧である。オスマン帝国時代の艦艇については、オスマン帝国海軍艦艇一覧を参照。
凡例

## 現有勢力（2011年現在）
- 国防予算：99億ドル (+10億6,000万ドル)
- 海軍人員：5万2,000名
- 艦船隻数：181隻 (+3隻)

潜水艦×14
フリゲート×23
ミサイル艇×26 (+1)
哨戒艇×18
戦車揚陸艦×5
揚陸艇×41（+1）
掃海艇×19 (+1)
測量艦艇×5
練習艦×2
練習艇×8
輸送艦×2
補給艦×2
給油艦×4
給水艦×5
潜水艦救難艦×1
救難艦×1
防材敷設艦×2
航洋曳船×3
- 航空機数：37機

艦載ヘリコプター×21
陸上固定翼機×16
- 沿岸警備隊：船艇85隻 (＋2隻)、航空機11機

## 艦艇一覧 (近代海軍)

### 主力艦

#### 戦艦
海防戦艦  (前弩級戦艦)
- トゥルグート・レイス (Turgut Reis) - 1隻

巡洋戦艦
- 旧・独『モルトケ級』 - 1隻

ヤウズ・スルタン・セリム (Yavuz Sultan Selim)

### 水上戦闘艦

#### 巡洋艦
防護巡洋艦

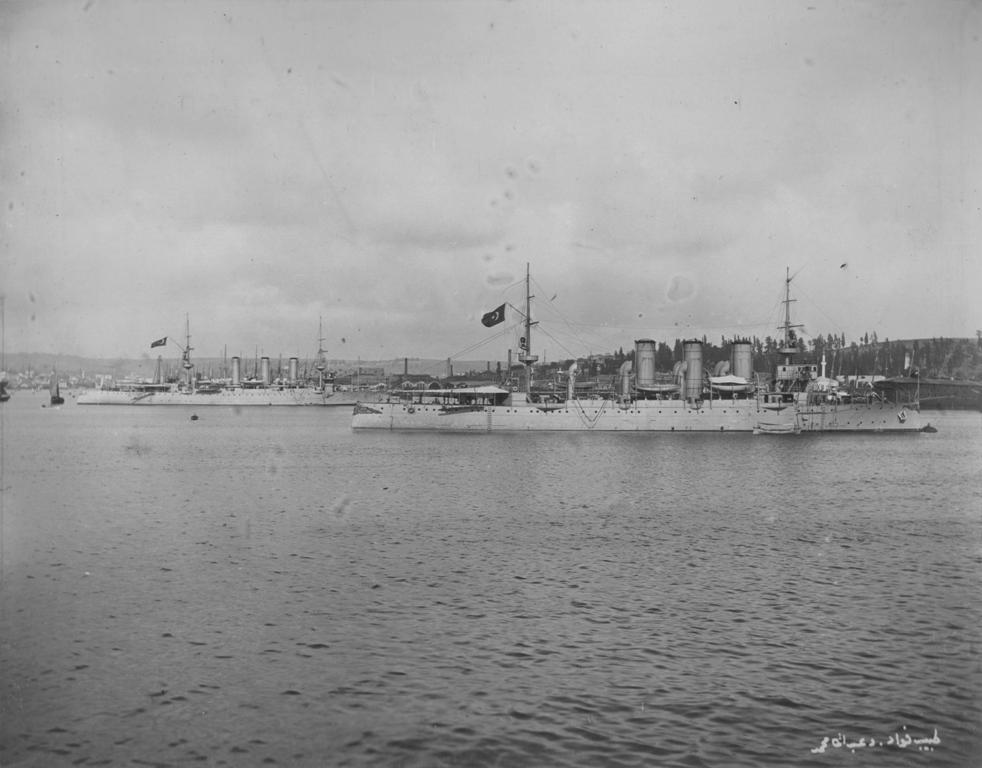
防護巡洋艦「メジディイェ」と「ハミディイェ」

- メジディイェ (Medjidiye)[注釈 2] - 1隻
- ハミディイェ (Hamidiye)[注釈 3] - 1隻

水雷巡洋艦・水雷砲艦
- ペイキ・シェヴケト（英語版） (Peyk-i Şevket) - 1隻

#### 駆逐艦
WW I以前の駆逐艦
- サムスン級（ドイツ語版） (仏オーギュスタン・ノルマン造船所『デュランダル』級（英語版） Durandal) - 4隻
  - サムスン（トルコ語版） (Samsun)
  - バスラ（トルコ語版） (Basra)
  - タショズ（トルコ語版） (Taşoz)
  - ヤルヒサール（トルコ語版） (Yarhisar)
- ムアヴェネティ・ミッリイェ級 - 4隻
  - ムアヴェネティ・ミッリイェ（トルコ語版） (Muavenet-i Milliye)
  - ガイレティ・ヴァタニイェ（トルコ語版） (Gayret-i Vataniye)
  - ヤーディギャール・ミッレト（トルコ語版） (Yâdigâr-ı Millet)
  - ヌムーネイ・ハミイェト（トルコ語版） (Numune-i Hamiyet)

大戦間の駆逐艦
- コジャテペ級 - 2隻

コジャテペ（Kacotepe）、アダテペ（Adatepe）
- トゥナズテペ級 - 2隻

トゥナズテペ（Tinaz Tepe）、ザフェル（Zafer）
- デミルヒサール級 英I級 - 2隻（2隻接収）

デミルヒサール（Demirhissar）、スルタンヒサール（Sultanhisar）
- 旧・米グリーブス級 - 4隻

ガズィアンテプ (D-344 Gaziantep) ※旧ランズダウン (Lansdowne)、
ギレスン (D-345 Giresun) ※旧マッカーラ (McCalla)、
ゲリボル (D-346 Gelibolu) ※旧ブキャナン (Buchanan)、
ゲムリク (D-347 Gemlik) ※旧ラードナー (Lardner)
- 旧・英M級 - 4隻

アルプ・アルスラン (D-348 Alp Arslan) ※旧マーン (Marne)、
マレシャル・フェヴズィ・チャクマク (D-349 Mareşal Fevzi Çakmak) ※旧ミーティア (Meteor)、
クルチ・アリ・パシャ (D-350 Kılıç Ali Paşa) ※旧マッチレス (Matchless)、
ピヤレ・パシャ (D-351 Piyale Paşa) ※旧ミルン (Milne)
- 旧・米フレッチャー級 - 5隻

イスタンブール (D-340 İstanbul) ※旧クラレンス・L・ブロンソン (Clarence K Bronson)、
イズミル (D-341 İzmir) ※旧ヴァン・ヴァルケンバーグ (Van Valkenburgh)、
イズミット (D-342 İzmit) ※旧コグスウェル (Cogswell)、
イスケンデルン (D-343 İskenderun) ※旧ボイド (Boyd)、
イチェル (D-344 İçel) ※旧プレストン (Preston)
- 旧・米アレン・M・サムナー級 - 2隻

ザフェル (D-356 Zafer) ※旧ヒュー・パーヴィス (Hugh Purvis)、
ムアーヴェネト (DM-357 Muavenet) ※旧グウィン (Gwin)
- 旧・米ギアリング級 - 10隻

ユジェテペ (D-345 Yucetepe) ※旧オーレック (Orleck)、
サヴァシュテペ (D-347 Savaştepe) ※旧メレディス (Meredith)、
クルチ・アリ・パシャ (D-349 Kılıç Ali Paşa) ※旧ロバート・H・マッコード (Robert H McCard)、
ピヤレ・パシャ (D-350 Piyale Paşa) ※旧フィスク (Fiske)、
マレシャル・フェヴズィ・チャクマック (D-351 Mareşal Fevzi Çakmak) ※旧チャールズ・H・ローン (Charles H Roan)、
ガイレト (D-352 Gayret) ※旧エヴァソール (Eversole)、
アダテペ (D-353 Adatepe) ※旧フォレスト・ロイヤル (Forrest Royal)、
コジャテペ (D-354 Kocatepe) ※旧ハーウッド (Harwood)。
トゥナズテペ (D-355 Tınaztepe) ※旧ケプラー (Keppler)
- 旧・米カーペンター級 - 2隻

アルチテペ (D-346 Alçıtepe) ※旧ロバート・A・オーウェンス (Robert A Owens)、
アヌトテペ (D-347 Anıttepe) ※旧カーペンター (Carpenter)

#### フリゲート
- ベルク級 - 2隻

ベルク (D-358 Berk)、ペイク (D-359 Peyk)
- 旧・独ケルン級 - 2隻

ゲリボル (D-360 Gelibolu) ※旧カールスルーエ (Karlsruhe)、
ゲムリク (D-361 Gemlik) ※旧エムデン (Emden)
- ヤウズ級【独 MEKO 200 TN型】 - 4隻

ヤウズ (F-240 Yavuz)、
トゥルグート・レイス (F-241 Turgut Reis)、
ファーティ (F-242 Fatih)、
ユルドゥルム (F-243 Yılderım)
- バルバロス級 【独 MEKO 200 TN-II型】 - 4隻

バルバロス (F-244 Balbaros)、
オルチレイス (F-245 Oruçreis)
サーリヒレイス (F-246 Salihreis)、
ケマルレイス (F-247 Kemalreis)

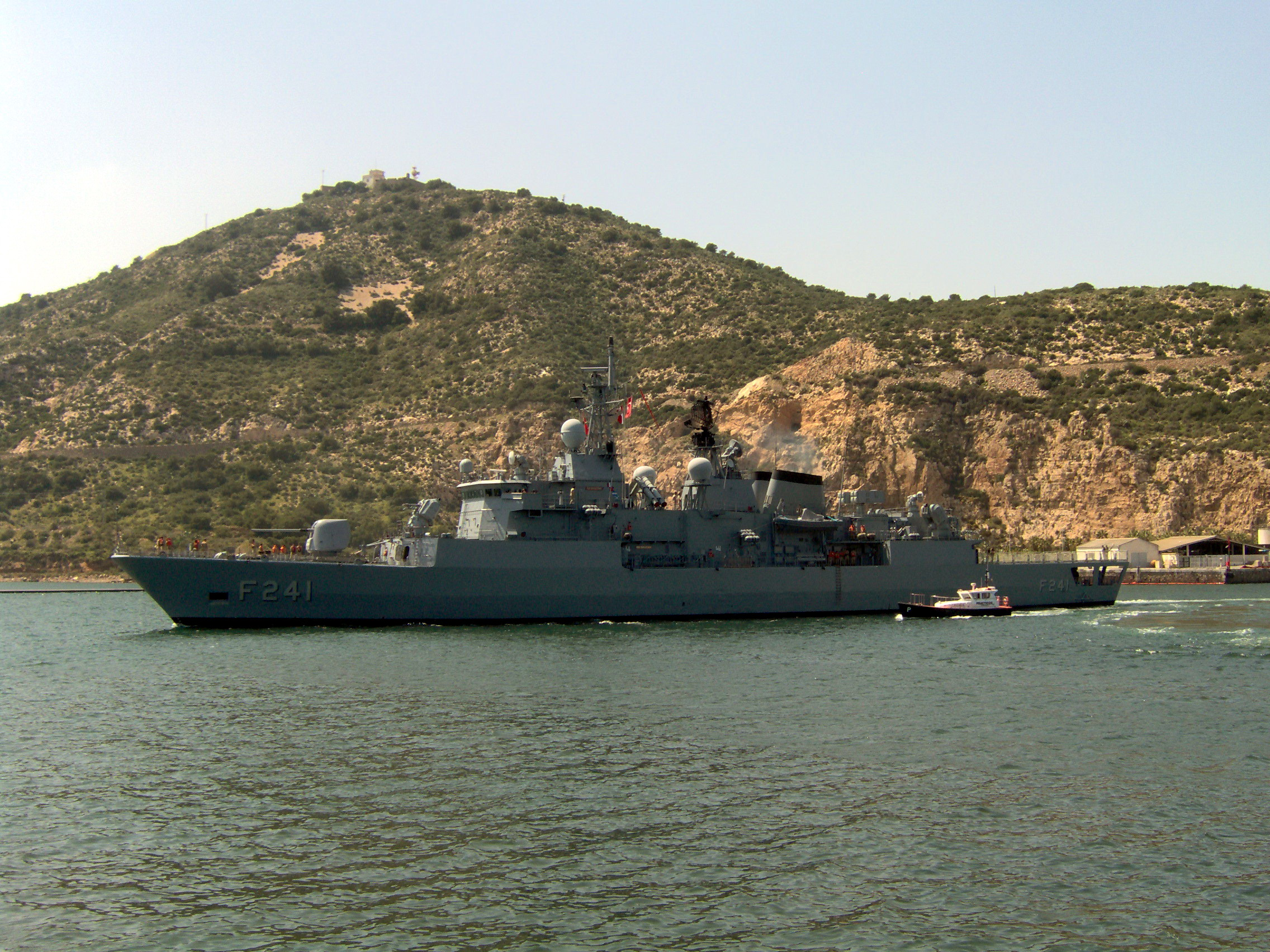
ヤウズ級「トゥルグト・レイス（F241）」
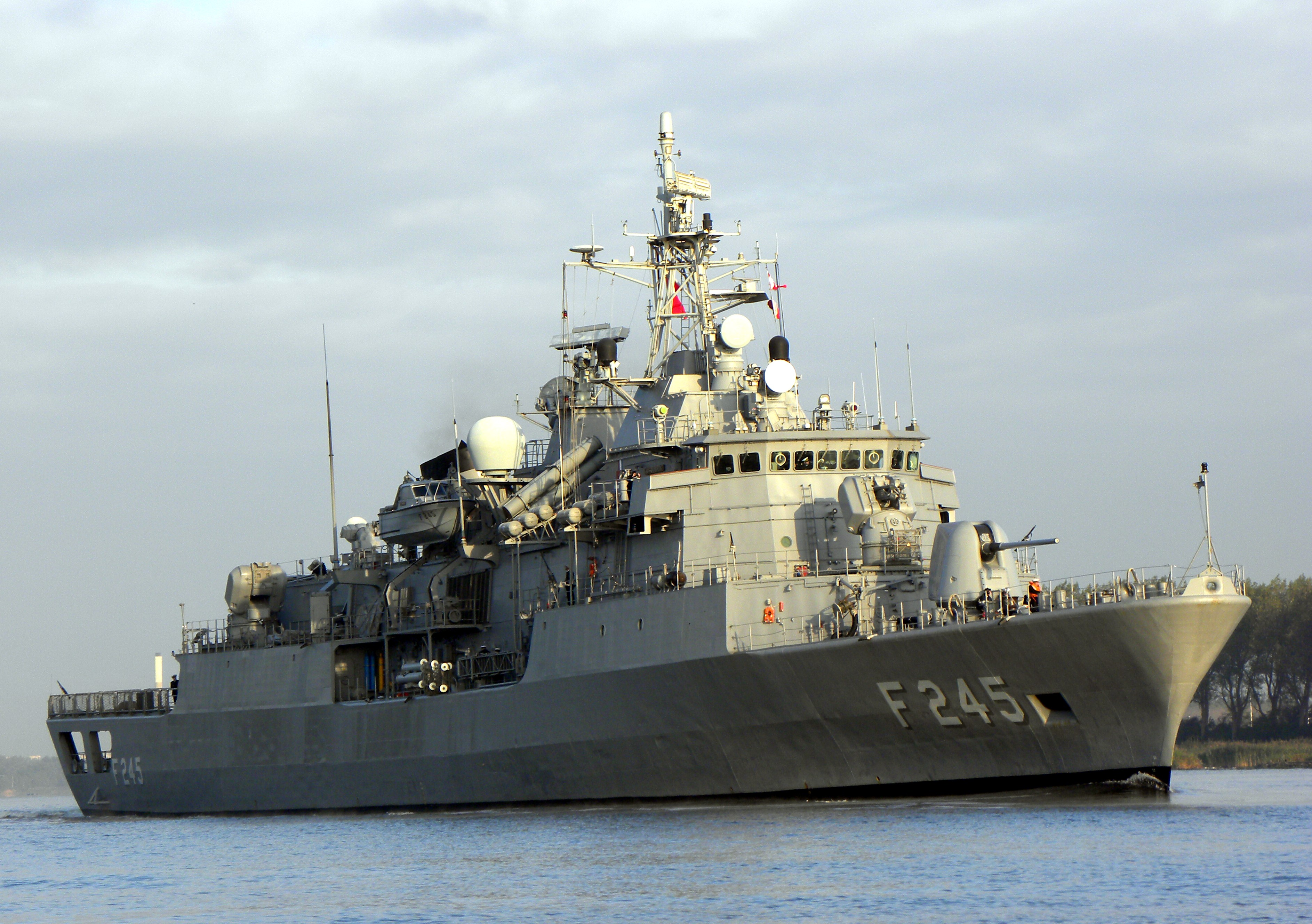
バルバロス級「オルチレイス（F-245）」

- TEPE級 旧・米ノックス級 - 8隻

ムアヴェネト (F-250 Muavenet) ※旧カポダノ (Capodanno)、
アダテペ (F-251 Adatepe) ※旧ファニング (Fanning)、
コジャテペ (F-252 Kocatepe) ※旧リーズナー (Reasoner)、
ザフェル (F-253 Zafer) ※旧トーマス・C・ハート (Thomas C Hart)、
トラキヤ (F-254 Trakya) ※旧マッキャドレス (McCandless)、
カラデニズ (F-255 Karadeniz) ※旧ドナルド・B・ベアリー (Donald B Beary)、
エゲ (F-256 Ege) ※旧エインズワース (Ainthworth)、
アクデニズ (F-257 Akdeniz) ※旧バウエン (Bowen)、
- Gabya (G)級　旧・米O・H・ペリー級 - 6隻

ガーズィアンテプ (F-490 Gaziantep) ※旧クリフトン・スプレイグ (Clifton Sprague)、
ギレスン (F-491 Giresun) ※旧アントリム (Antrim)、
ゲムリキ (F-492 Gemlik) ※旧フラットレイ (Flatley)、
ゲリボル (F-493 Gelibolu) ※旧レイド (Reid)、
ギョクチェアダ (F-494 Gokceada) ※旧マーロン・S・ティスデイル (Mahlon S Tisdale)、
ゲディズ (F-495 Gediz) ※旧ジョン・A・ムーア (John A moore)
- イスタンブール級 - 1隻（3隻建造中）

　　イスタンブール（F-515 Istanbul）、
　　イズミル（F-516 Izmir）、
　　イズミット（F-517 Izmit）、
　　イセル（F-518 Icel）

#### コルベット
- アダ級  (Ada sınıfı, MİLGEM計画) - 4隻

ヘイベリアダ (F-511 Heybeliada)
ビュユクアダ (F-512 Büyükada)
ブルガズアダ（F-513 Burgazada）
クナルアダ（F-514 Kınalıada）
- ブラク（B）級 旧・フランス：A-69デスティエンヌ・ドルヴ級通報艦 - 6隻

ボズジャアダ (F-500 Bozcaada) ※旧コマンダン・ド・ピモーダン (Commandant de Pimodan)
ボドルム (F-501 Bodrum) ※旧ドログー (Drogou)
バンドゥルマ (F-502 Bandırma) ※旧カルティエ＝メートル・アンクティル (Quartier-Maître Anquetil)
ベイコズ (F-503 Beykoz) ※旧デスティエンヌ・ドルヴ (D'Estienne d'Orves)
バルトゥン (F-504 Bartın) ※旧アミヨ・ダンヴィユ (Amyot d'Inville)
バフラ (F-505 Bafra) ※旧スゴン＝メートル・ル・ビアン (Second-Maître Le Bihan)

### 潜水艦

#### 通常動力型潜水艦
WW IIまでの潜水艦
- Type UB III型 (造船技術事業所フェイエノールト造船所) - 2隻

ビリンジ・イニョニュ (Birindji-In-Uni, Birinci İnönü)、イキンジ・イニョニュ (Ikindji-In-Uni, İkinci İnönü)
- 改ヴェットール・ピサーニ型 (クリオ・ベルナルディス大佐設計, カンティエーリ・リウニーティ・デッラドリアーティコ社モンファルコーネ造船所) - 1隻

ドゥムルプナル (Dumlupınar)
- 改アルゴナウタ型 (クリオ・ベルナルディス大佐設計, 機雷敷設型, カンティエーリ・リウニーティ・デッラドリアーティコ社モンファルコーネ造船所) - 1隻

サカリヤ (Sakarya)
- ex-E1 Type IA (エチェヴァリエタ・イ・ラリナガ社カディス造船所)

ギュル (Gür)
- アブデュルハミド級
  - アブデュルハミド (Abdülhamid)
  - アブデュルメジド (Abdülmecid)
- 仏エメロード級（フランス語版）
  - ミュステジープ・オンバシュ（トルコ語版） (Müstecip Onbaşı)旧トゥルコワーズ Turquoise  (Q46)

#### 第二次世界大戦後
- 旧米ガトー級 - 2隻
  - プレヴェゼ(TCG Preveze, S 340)旧ギターロ (USS Guitarro, SS-363)
  - セルベ(TCG Cerbe, S 341) 旧ハンマーヘッド (USS Hammerhead, SS-364)
- 旧米バラオ級 - 17隻
  - イノニュ(TCG 1. İnönü, S 330) 旧ブリル （USS Brill, SS-330）
  - イノニュ（2代目）(TCG 2. Inönü, S 331) 旧ブルーバック（USS Blueback, SS-326）
  - サカリヤ(TCG Sakarya, S-332) 旧ボアフィッシュ（USS Boarfish, SS-327）
  - チャナッカレ(TCG Çanakkale, S 333) 旧バンパー （USS Bumper, SS-333）
  - イノニュ(TCG 2. İnönü, S 333) 旧コーポラル （USS Corporal, SS-346）
  - グル(TCG Gür, S 334) 旧チャブ （USS Chub, SS-329）
  - ブラクレイス(TCG Burakreis, S 335) 旧シーフォックス （USS Sea Fox, SS-402）
  - ミュラトレイス(TCG Muratreis, S-336) 旧レザーバック（USS Razorback, SS-394）
  - オルクレイシス(TCG Oruçreis, S 337) 旧ポンフレット（USS Pomfret, SS-391）
  - ドゥムルプナル（初代）(TCG Dumlupınar, S 339) 旧ブロワー （USS Blower, SS-325）
  - ドゥムルプナル（2代目）(TCG Dumlupınar, S 339) 旧カイマン （USS Caiman, SS-323）
  - チャナッカレ（2代目）(TCG Çanakkale, S 341) 旧コッブラー (USS Cobbler, SS-344)
  - トルグトレイス(TCG Turgutreis, S 342) 旧バーゴール （USS Bergall, SS-320）
  - ピーリー・レイス(TCG Piri Reis, S 343) 旧マピロ (USS Mapiro, SS-376)
  - ヒツィレイス(TCG Hızırreis, S 344) 旧メロ（USS Mero, SS-378）
  - プレヴェゼ(TCG Preveze, S 345) 旧エンテムドア（USS Entemedor, SS-340）
  - イノニュ（3代目）(TCG 1. İnonu, S 346) 旧スレッドフィン （USS Threadfin, SS-410）
- 旧米テンチ級 - 2隻
  - ウルチアリレイス (TCG Uluçalireis, S 338) 旧米ソーンバック（USS Thornback, SS-418）
  - ジェルベ (TCG Cerbe, S 340) 旧米トルッタ (USS Trutta, SS-421)
- アイ級（独製209/1200型Uボート）- 6隻
  - アトゥライ（TCG Atilay, S 347）- 1976年就役、2016年11月退役
  - サルドゥライ（TCG Saldiray, S 348）- 1977年就役、2014年11月退役
  - バトゥライ（TCG Batiray, S 349）
  - ユルドゥライ（TCG Yildiray, S 350）
  - ドーアナイ（TCG Doganay, S 351）
  - ドルナイ（TCG Dolunay, S 352）
- プレヴェゼ級（独製T1.1400型Uボート）- 4隻
  - プレヴェゼ（TCG Preveze, S 353）
  - サカルヤ（TCG Sakarya, S 354）
  - 18マルト（TCG 18 Mart, S 355）
  - アナファルタラル（TCG Anafartalar, S 356）
- ギュル級（独製T2.1400型Uボート）- 4隻
  - ギュル（2代目）（TCG Gür, S 357）
  - チャナッカレ（3代目）（Canakkale, S 358）
  - ブラクレイス（2代目）（Burakreis, S 359）
  - ビリンジ・イニョニュ（2代目）（Birinci Inönü, S 360）

- ピーリーレイス級（独製214型Uボート）- 0隻（6隻建造中）
  - ピーリーレイス（2代目）（TCG Pirireis, S 330）
  - ヒツィレイス（2代目）（TCG Hizirreis, S 331）
  - ミュラトレイス（2代目）（TCG Muratreis, S 332）
  - アイドゥンレイス（TCG Aydinreis, S 333）
  - セイディアリレイス（TCG Seydialireis, S 334）
  - セルマンレイス（TCG Selmanreis, S 335）

### 機雷戦艦艇

#### 敷設艦艇
機雷敷設艦
- ヌスレト (Nusret) - 1隻

### 両用戦艦艇

#### 揚陸艦艇
強襲揚陸艦（LHD）
- ファン・カルロス1世級 - 1隻（1隻計画中）

アナドル（L-400 Anadolu）
トラキア（L-401 Trakya）
戦車揚陸艦  (LST )
- オスマン・ガーズィ級 - 1隻

オスマン・ガーズィ (Osman Gazi)
- サルジャベイ級 - 2隻

サルジャベイ (NL123 Sarucabey)、カラミュセルベイ (NL124 Karamürselbey)
- 旧・米『テレボーン・パリッシュ』級 - 2隻

エルトゥールル (Ertuğrul)、セルダール (Serdar)
戦車揚陸艇  (LCT )
- Ç-117級 - 25隻

中型揚陸艇  (LCM )
- Ç-302級 - 17隻

### 哨戒艦艇

#### 哨戒・警備艦艇
砲艦
- 『ラ・セーヌ』型 - 3隻

フズル・レイス (Hızır Reis)、イーサー・レイス (İsa Reis)、ドゥルク・レイス (Duruk Reis)
- 『サン・ナザール』型 - 4隻

アイドゥン・レイス (Aydın Reis)、ブラク・レイス (Burak Reis)、サクズ (Sakız)、プレヴェゼ (Preveze)
- フズル・レイス (Hızır Reis)[注釈 6] - 1隻

水雷艇
- ユーヌス（トルコ語版）（Yunus） - 1隻
- 『アンサルド』型 - 3隻

ドゥラチ（Draç）、ムースル（Musul）、アクヒサール（Akhisar）
- 仏『38-metre』型 - 2隻

スルタンヒサール（Sultanhisar）、スィヴリヒサール（Sivrihisar）

### 補助艦艇

#### 練習艦艇
練習艦
- ムイーニ･ザフェル（Mu'în-i Zafer）[注釈 7]

#### その他
情報収集艦
- ウフク（A591）[5]

航洋曳船
- インティバー (İntibah)[注釈 8] - 1隻
- セラーニク (Selanik) - 1隻

ランチ・艀
- ソーニクロフト型 - 9隻

No.3、4、9、10、11、17、18、19、20
- 『S.V.A.N』型 - 3隻

王室ヨット
- エルトゥールル (Ertoğrul) - 1隻
- ソョユトル (Söğütlü) - 1隻